# Rubus cinclidodictyus
Rubus cinclidodictyus är en rosväxtart som beskrevs av Jules Cardot. Rubus cinclidodictyus ingår i släktet rubusar, och familjen rosväxter. Inga underarter finns listade i Catalogue of Life.